# Adrián Isenbrandt

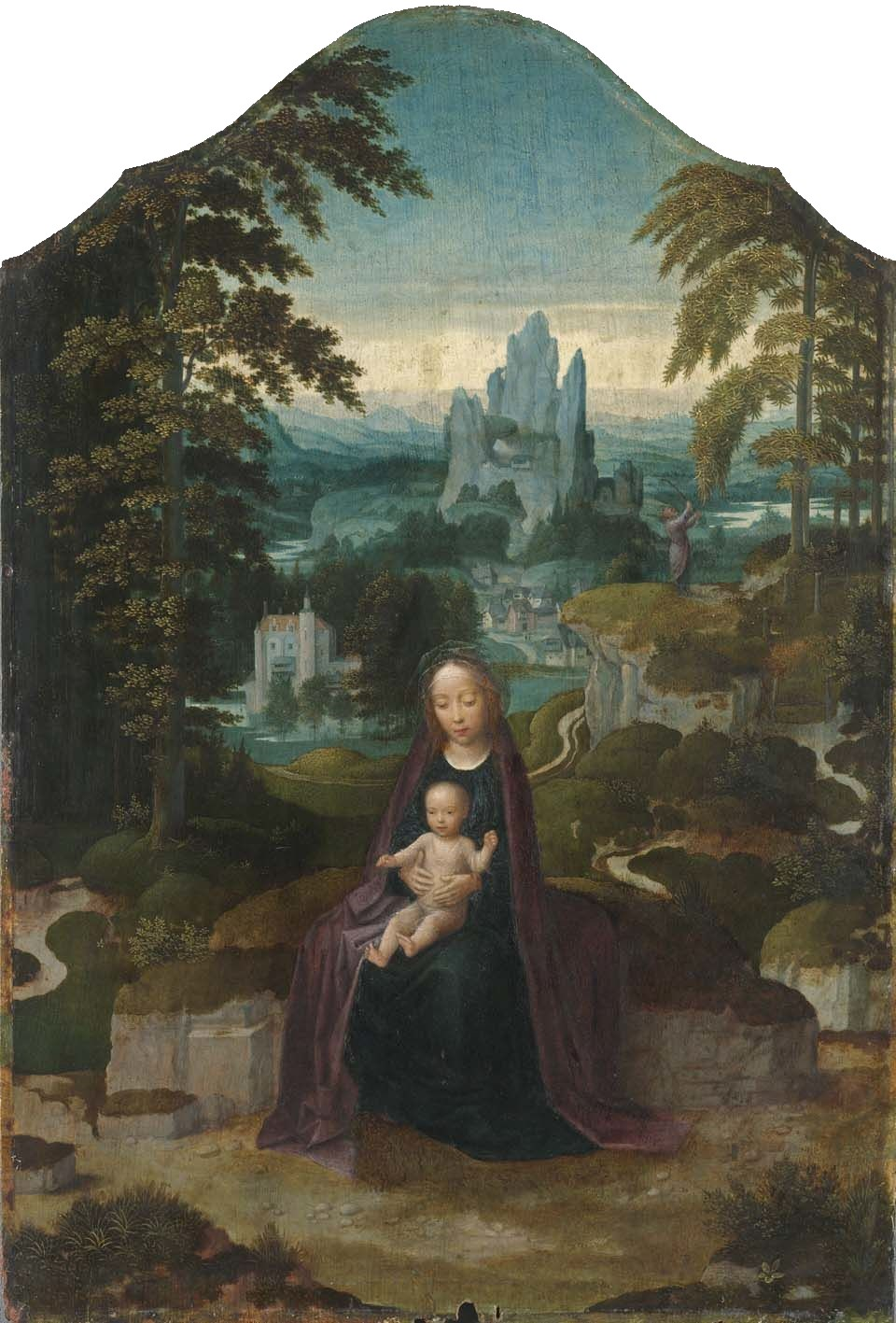
Una de las muchas versiones del Descanso en la huida a Egipto atribuida a Isenbrandt.
Alte Pinakothek, Múnich; tabla, 49,4 x 34 cm.

Adriaen Isenbrandt o Adrien, Isenbrant, Ysenbrant, Ysenbrandt o Hysebrant (entre 1480 y 1490 – Brujas, julio de 1551), fue un pintor flamenco del renacimiento nórdico, quien a partir de la evidencia documental fue claramente un artista significativo de su época, pero a quien no se pueden atribuir claramente obras específicas. Los historiadores del arte han elaborado la hipótesis de que tuvo un gran taller que se especializó en temas religiosos y cuadros de devoción, pintando de una manera conservadora en la tradición de los primitivos flamencos. Algunos creen que es el anónimo Maestro de los Siete Dolores de la Virgen. Otros historiadores del arte dudan de que haya ninguna obra que se le pueda atribuir a él de manera cierta, y la serie de pinturas que se le atribuyen por los principales museos ha ido reduciéndose en los últimos años.

## Biografía
Sólo hay unos pocos documentos que informen de su vida y algunas menciones en la literatura de su época o de poco después, pero no puede considerarse documentado como el creador de ninguna obra que haya perdurado; todo el resto consiste en hipótesis. Es posible que naciera en Haarlem o incluso en Amberes alrededor del año 1490. No se sabe dónde o con qué pintor realizó su aprendizaje.
Aparece mencionado por vez primera en 1510, cuando marchó a Brujas y compró su ciudadanía. En noviembre del mismo año ya se había convertido en maestro de la guilda de San Lucas de los pintores y la guilda de orfebres de St. Elooi. Más tarde fue elegido nueve veces como decano (en antiguo holandés, vinder) y dos veces el gobernador (en antiguo holandés: gouverneur = tesorero) de la guilda.
Pronto tuvo un importante taller, probablemente en la Korte Vlaminckstraat de Brujas. Estaba cerca del taller de Gerard David, en la Vlamijncbrugghe y el anterior taller de Hans Memling. Brujas, en aquel tiempo, era una de las ciudades más ricas de Europa. Ricos comerciantes encargaban dípticos y retratos para uso personal. Isenbrandt pintó principalmente para clientes particulares. Sin embargo, hubo cuadros que creó sin ningún encargo previo. Tenía suficiente trabajo para subcontratar parte a otros pintores de Brujas, como demuestra una demanda legal de 1534 de Isenbrandt contra Jan van Eyck (no el famoso) por no entregar los cuadros que había encargado. También fue nombrado agente en Brujas del pintor Adriaan Provoost (hijo de Jan Provoost), quien se había trasladado a Amberes en 1530. Fuentes contemporáneas mencionan a Isenbrandt como un pintor famoso y con medios.
Se casó dos veces, la primera con Maria Grandeel, hija del pintor Peter Grandeel. Tuvieron un hijo. Tras enviudar en 1537, en 1547 se casó con Clementine de Haerne. Este segundo matrimonio produjo dos hijas y un hijo. También tuvo una hija extramatrimonial con la posadera Katelijne van Brandenburch (que al mismo tiempo era la amante de su amigo Ambrosius Benson).
Cuando murió en 1551, fue enterrado junto a su primera esposa en el cementerio de la iglesia de St. Jacob en Brujas; sus hijos heredaron no menos de cuatro casas con propiedad alrededor.

## Obra
Junto con Albert Cornelis (antes de 1513-1531) y Ambrosius Benson (antes de 1518-1550), un pintor de Lombardía, trabajó en el taller del pintor más destacado de Brujas, Gérard David, mientras era ya un maestro en aquella época. Isenbrandt es mencionado en el libro De Brugensibus eruditionis fama claris libri duo del sacerdote Antonius Sanderus, publicado en Ámsterdam en 1624. Este escritor se refiere a textos del florentino Guicciardini, el Schilderboeck de Karel van Mander y las notas, hoy perdidas, del jurista de Gante Dionysius Hardwijn (o Harduinus, 1530-1604). Este último, que había pasado varios años en Brujas alrededor de 1550, menciona a Isenbrandt como un discípulo del viejo gerard David, quien sobresalió «en desnudos y en retratos». Pudo haber viajado a Génova en 1511 junto con Joachim Patinir y Gerard David. La influencia de Gerard David se muestra claramente en la composición y el paisaje del fondo de las obras que se atribuyen a Isenbrandt.
En el catálogo crítico de la exposición de Maestros primitivos Flamencos, celebrada en Brujas en el año 1902, el gran aficionado de Gante de arte flamenco primitivo e historiador del arte Georges Hulin de Loo, llegó a la conclusión de que Isenbrandt era en realidad el anónimo Maestro de los Siete dolores de la Virgen y el autor de un amplio conjunto de pinturas anteriormente atribuidas a Gerard David y Jan Mostaert por el historiador del arte alemán Gustav Friedrich Waagen. Por lo tanto a veces se le llama Pseudo-Mostaert. Incluso si esta atribución a Isenbrandt no puede probarse más allá de toda duda, actualmente se acepta de manera general por algunos historiadores del arte, aunque muchos otros consideran a Isenbrandt como una etiqueta conveniente para un cuerpo de obras de artistas diferentes.
Ninguna pintura que se haya conservado hasta la actualidad puede documentarse firmemente como de Isenbrandt. Un documento afirma que envió algunas pinturas de Amberes a España muestra que trabajó para la exportación lo mismo que para el mercado local, y sugiere que tenía una reputación internacional. Dos pinturas usualmente asociadas con él están datadas, ambas en 1518:
- Retrato de Paulus de Nigro (Museo Groeninge, Brujas) (1518)
- El tríptico Bröhmse con la Adoración de los Magos. Esta era su obra más monumental, pero fue destruida en 1942 cuando se bombardeó la iglesia de Santa María de Lübeck. Para Walter Friedlander, esta era la obra clave que podía usarse para establecer su estilo.

Una de sus primeras pinturas, (h. 1518 - 1521) fue Nuestra Señora de los Siete dolores, adorada por la familia Van de Velde, un díptico que puede verse en la Iglesia de Nuestra Señora en Brujas y su panel izquierdo en el Museos Reales de Bellas Artes de Bélgica en Bruselas.
Era una práctica habitual entre los principales artistas, como Isenbrandt, pintar sólo las partes principales de los cuadros, como los rostros y las partes de carne de las figuras. Sus caras y áreas de carnación se distinguen por un pigmento marrón. El fondo entonces se rellena por ayudantes. La calidad final de la obra dependía en gran medida de la calidad de la ejecución y la competencia de los ayudantes, llevando a una calidad inigualada de sus obras. Estos ayudantes también pintaban, pues esta era la práctica habitual en aquellas época, muchas versiones de la Virgen con Niño, que entonces se atribuían a Isenbrandt, dándole la reputación de tener un gran corpus artístico. La exposición en Brujas de pintura flamenca primitiva en 1902 mostró por lo tanto una gran colección de sus obras. A diferencia de muchos colegas contemporáneos, sólo está documentado un ayudante, Cornelis van Callenberghe, quien se unió a su taller en 1520.
En 1520 trabajó con Albert Cornelis y Lancelot Blondeel en las decoraciones para la Entrada Triunfal del emperador Carlos V en Brujas.
Sus cuadros están ejecutados meticulosamente y con gran refinamiento. Sus figuras están pintadas en tonos más cálidos y colores más vivos que las obras de Gerard David. Especialmente el rojo llameante o el azul oscuro que contrastaban con un fondo idílico de paisaje exuberante y accidentado con castillos situados en los altos de una roca vertical (típico de Isenbrandt), ríos sinuosos y árboles de espeso follaje (mostrando la influencia de Gerard David). No sólo copió las composiciones de Gerard David, sino también de pintores más antiguos como Jan Van Eyck, Hugo van der Goes y Hans Memling. Tomó prestadas composiciones de Jan Gossaert (lo que llevó a la confusión con este pintor) y dibujos de Alberto Durero y Martin Schongauer. Tales préstamos de composiciones más antiguas era algo habitual en la época. No obstante, las pinturas de Adriaen Isenbrandt conservan su individualidad.
También pintó algunos retratos, como el de Paulus de Nigro (Museo Groeninge, Brujas), Hombre pesando oro (1515-1520) (Museo Metropolitano de Arte de Nueva York) y Joven con rosario (Museo Norton Simon, Pasadena, California). Estos retratos, incluso si son estereotipados y carentes de vida, están ejecutados con un toque suave y un efecto de esfumado en los contornos. 
La influencia del Renacimiento italiano se ve en el añadido detallado de elementos del escenario a la moda como volutas, antiguos pilares y cabezas de carneros, como en su pintura La misa de San Gregorio el Grande (Museo J. Paul Getty, Los Ángeles) y María con Niño (1520-1530, Rijksmuseum, Ámsterdam). Aunque estos elementos pueden ser considerados como un precursor del pintor renacentista Lanceloot Blondeel.
A menudo se le asocia con Ambrosius Benson (h. 1495-1550), un pintor de Lombardía que emigró a Brujas. Pudo haber enseñado a Isenbrandt la técnica del esfumado. Sus excesos libertinos con Isenbrandt han sido documentados.
Junto con Benson, Isenbrandt pertenece a una generación que se superpone y sucede a la generación de Gerard David y Jan Provoost.

## Algunas de sus principales obras
Ubicaciones, y atribuciones, pueden no estar actualizadas:
Muchas obras están ahora en colecciones de los principales museos del mundo como: 
- Virgen con el Niño (Museu Nacional Machado de Castro, Coímbra, 1505-1510)
- Virgen con el Niño entronizados (colección privada) (Años 1510)
- Tríptico de la Presentación de Jesús en el Templo (Catedral de San Salvador, Brujas)
- Tríptico con San Jerónimo, Santa Catalina y la Magdalena (Kunsthalle, Hamburgo) (1510-1520)
- Virgen con Niño con un miembro de la familia Hillensberger (Museo de Arte Lowe, Universidad de Miami, Coral Gables, Florida)
- Nuestra Señora de los Siete Dolores (Iglesia de Nuestra Señora de Brujas) (h. 1518)
- Retrato de Paulus de Nigro (Museo Groeninge, Brujas) (1518)
- Virgen con Niño (Museo de Bellas Artes de Budapest) (Años 1520)
- Descanso en la Huida a Egipto (Alte Pinakothek, Múnich)
- Descanso en la Huida a Egipto (Museo de Bellas Artes de Gante) (1520-1530)
- Descanso en la Huida a Egipto (Museo de Historia del Arte, Viena) (1520-1530)
- Descanso en la Huida a Egipto (National Gallery de Irlanda, Dublín) (1520-1530)
- Descanso en la Huida a Egipto (Museo de Bellas Artes de Amberes) (1520-1530/40)
- Crucifixión (Museo de Arte del Condado de Los Ángeles) (h. 1525)
- Crucifixión (iglesia de Noddebo, Fredensborg, Seeland (Copenhague) (1515-1521) (seguidor de Isenbrandt)
- La Virgen alimentando al Niño Jesús (Museo de Bellas Artes de Utah, Salt Lake City) (h. 1530-1535)
- La Virgen y el Niño con querubines músicos (Museo de Arte de San Diego, California) (1540)
- Getsemaní (Museum für Kunst und Kulturgeschichte, Dortmund) (1530-1540)
- El arcángel San miguel, san Andrés y san Francisco de Asís (Museo de Bellas Artes de Budapest)
- Misa de San Gregorio (Museo del Prado, Madrid)
- La Magdalena (Museo del Prado, Madrid)
- Tríptico (Museo Groeninge, Brujas)
- La Deposición (Museo Ashmolean en la Universidad de Oxford)
- La Virgen con el Niño (Museo Fondation Bemberg, Toulouse, Francia)
- Santos y donantes (díptico) (Museo Nacional de Bellas Artes, Buenos Aires, Argentina)
- San Pedro y donante (Staatliche Museen zu Berlín)
- Imagen de una mujer (Galleria Doria Pamphili, Roma)
- María y el Niño (Staatliche Museen zu Berlin)
- Adoración de los Magosi (Alte Pinakothek, Múnich)
- Beata Virgo inter Virgines (Alte Pinakothek, Múnich) (copia según Gerard David)
- Tríptico con la Asunción de María (colección particular) (1520-1530 ?)
- Donante con los santos Pedro y Pablo (colección particular, Londres)
- Nacimiento de Cristo (Öffentliche Kunstsammlung, Kunstmuseum, Basilea) (1520-1530)
- Nacimiento de Cristo (Museum Mayer van den Bergh, Amberes) (1530-1550)
- Nuestra Señora entronizada en un nicho (Rijksmuseum, Ámsterdam)
- San Jerónimo (colección particular, Londres) (1560-1570) (por un seguidor de Adriaen Isenbrandt o Ambrosius Benson)

No atribuidos a Isenbrandt según los propietarios de la pintura:
- La Magdalena en un paisaje (National Gallery, Londres) (1515-1520)
- Descanso en la Huida a Egipto (Staatliche Museen zu Berlin) (1520)
- El enterramiento (National Gallery, Londres) (h. 1550)